# Rathfriland
Rathfriland (Iers: Ráth Fraoileann) is een plaats in het Noord-Ierse district Banbridge. Rathfriland telt 2061 inwoners. Van de bevolking is 63,6% protestant en 33,5% katholiek.